# Carla Mauri
Carla Teresa Mauri Alemán (Ciudad de México, México; 11 de octubre de 1996), conocida como Carla Mauri, es una compositora, poeta, cantante y actriz mexicana.

## Biografía
Radica desde muy temprana edad en Irapuato, Celaya. Es hija de Carla Alemán Magnani y de Toño Mauri, quien fue cantante del grupo Fresas con Crema y actor de televisión. Tiene un hermano menor, Antonio Mauri Alemán.[cita requerida]
Comenzó a tomar clases de piano a los 5 años. Con ayuda de su abuelo, de su padre y de sus primos, aprendió a tocar la guitarra, pero ella prefería cantar; por ello, a los ocho años comenzó a tomar clases de canto con Kika Pulido.[cita requerida]

## Trayectoria
En 2013 tuvo una participación en la serie juvenil La Rosa de Guadalupe , donde musicalizó la serie con varios temas y tuvo una participación en uno de los capítulos. Además en ese mismo año, presentó su álbum debut Mundo Ideal, que contiene 14 canciones.
En 2013 y 2014 se presentó como telonera de Reik en el Auditorio Nacional.
En 2015 se presentó como telonera en la gira De película Tour de Gloria Trevi, en donde cantaron una canción juntas. En ese mismo año, Carla Mauri firmó un contrató con Sony Music. Asimismo, presentó la reedición de su disco debut Mundo Ideal (recordando a Fresas con Crema) donde contó con la participación de su papá Toño Mauri, en una de las canciones en que realizó una nueva versión.
En enero de 2016 fue parte de los artistas invitados por la primera dama, Angélica Rivera, para grabar el disco México se pinta de Luz como parte de la visita del Papa Francisco a México. El disco fue editado por Sony Music y tuvo la participación de artistas como Lucero, Cristian Castro, Carlos Rivera, Pandora, entre otros.
En el verano de 2016 Carla entró al estudio de grabación bajo la producción musical de Armando Ávila para trabajar en su segundo álbum de estudio. 
En abril de 2017 lanza su primer sencillo «Satellite», perteneciente a segundo álbum discográfico. El video fue grabado en Las Coloradas, Yucatán.
El 1 de septiembre de 2017 fue lanzado su segundo álbum Redefining Love, que contiene 12 canciones.

## Discografía
Álbumes de estudio
- 2013: Mundo Ideal (álbum)
- 2017: Redefining Love

Álbumes reeditados
- 2015: Mundo Ideal (álbum) (recordando a Fresas con Crema)

## Filmografía

### Televisión
| Año  | Título               | Personaje  | Notas                  |
| ---- | -------------------- | ---------- | ---------------------- |
| 2013 | Gossip Girl Acapulco | Ella misma | Participación especial |